# Régiments français de hussards
Les régiments français de hussards sont des régiments de cavalerie légère française regroupant les hussards.
Dans l'armée française, les hussards apparaissent en 1637 lors de la guerre de Trente Ans. Ils forment une arme distincte dans la cavalerie en 1776. Servant d'éclaireurs, chargés de harceler l'adversaire, les hussards s'illustrent dans des batailles majeures, capturant notamment en 1795 la flotte hollandaise prise dans les glaces, faisant capituler la forteresse de Stettin.
Par tradition issue de l'Ancien Régime, les régiments français de hussards portent le nom de leur propriétaire fondateur ou le plus marquant.

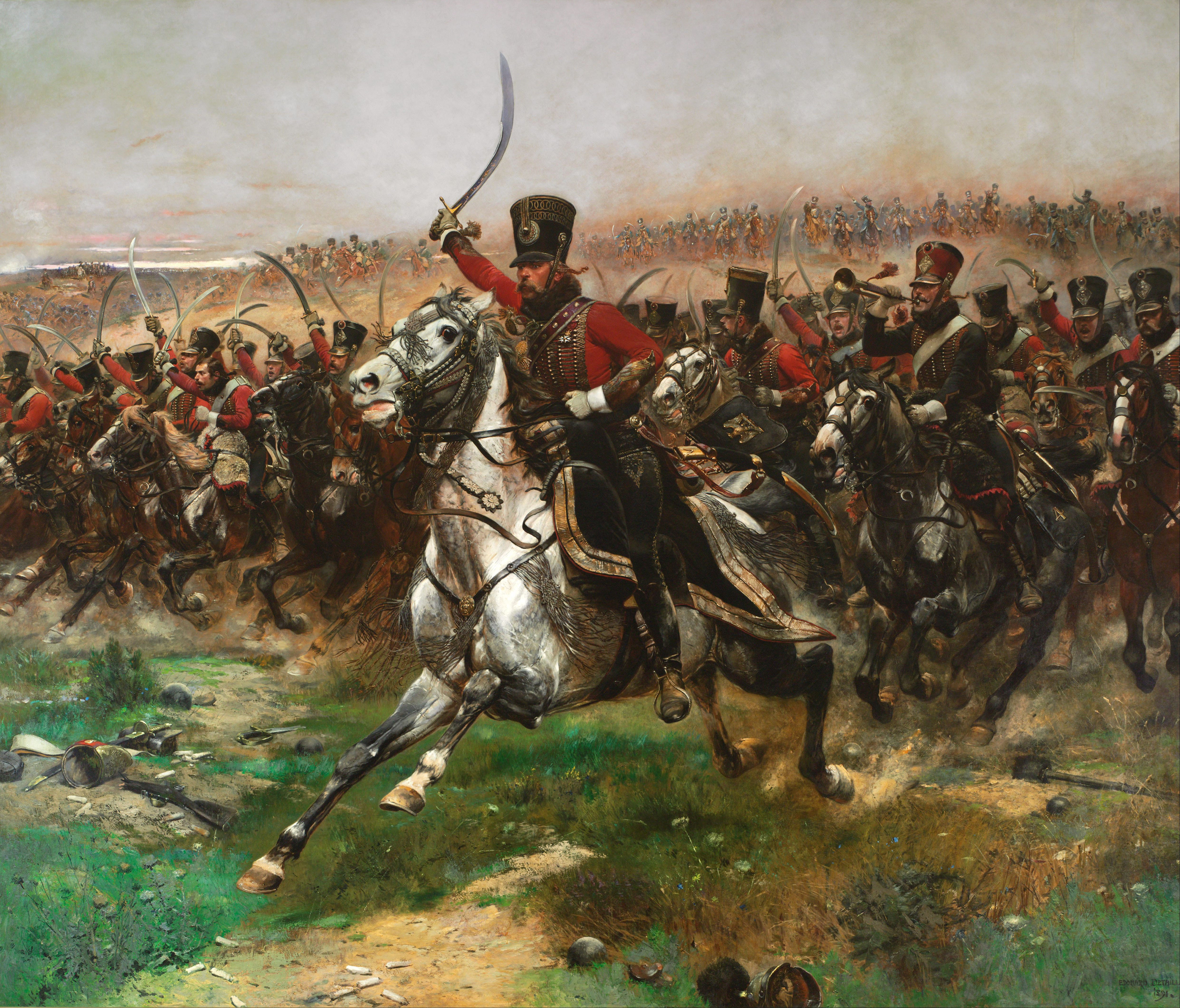
Charge du 4e régiment de hussards à la bataille de Friedland d'après Édouard Detaille.

Les cinq premiers régiments dans l'ordre de leurs numéros depuis le 4 juin 1793 sont les suivants :
- 1er régiment de hussards parachutistes : héritier des traditions de Bercheny
- 2e régiment de hussards : héritier des traditions de Chamborant
- 3e régiment de hussards : héritier des traditions d'Esterhazy
- 4e régiment de hussards : héritier des traditions de Colonel-Général
- 5e régiment de hussards : héritier des traditions de Lauzun

Ces 5 régiments, du fait de leur ancienneté, sont traditionnellement désignés par le vieux terme de houzard. Ainsi on parle par exemple de Bercheny Houzards pour désigner le 1er RHP, de Chamborant Houzards pour désigner le 2e RH ou d’Esterhazy-Houzards pour le 3e régiment de hussards.
À partir du nouveau 6e régiment de hussards (ex-no 7), les régiments sont hussards et non plus « houzards ».
- 8e régiment de hussards régiment des éclaireurs de Fabrefonds.
- 9e régiment de hussards est un régiment à double héritage.
- 10e régiment de hussards créé à partir des Hussards Noirs, corps franc organisé dans le département du Nord.
- 11e régiment de hussards créé à partir du  24e régiment de chasseurs à cheval.
- 12e régiment de hussards créé à partir des Hussards de la Montagne.
- 13e régiment de hussards levée du corps des hussards des Alpes.
- 14e régiment de hussards créé le 28 janvier 1813.

## Restauration, Monarchie de Juillet et Seconde république

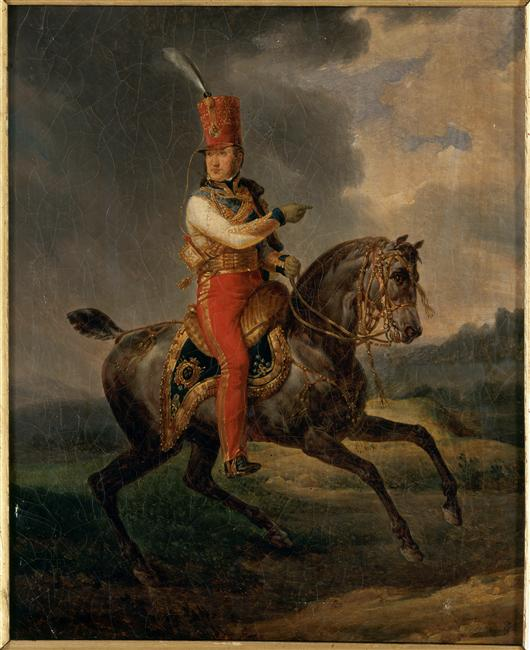
Louis-Philippe, duc d'Orléans et futur roi des Français (1773-1850) en uniforme de colonel-général des Hussards sous la Restauration.

## Révolution française, Consulat et Premier empire

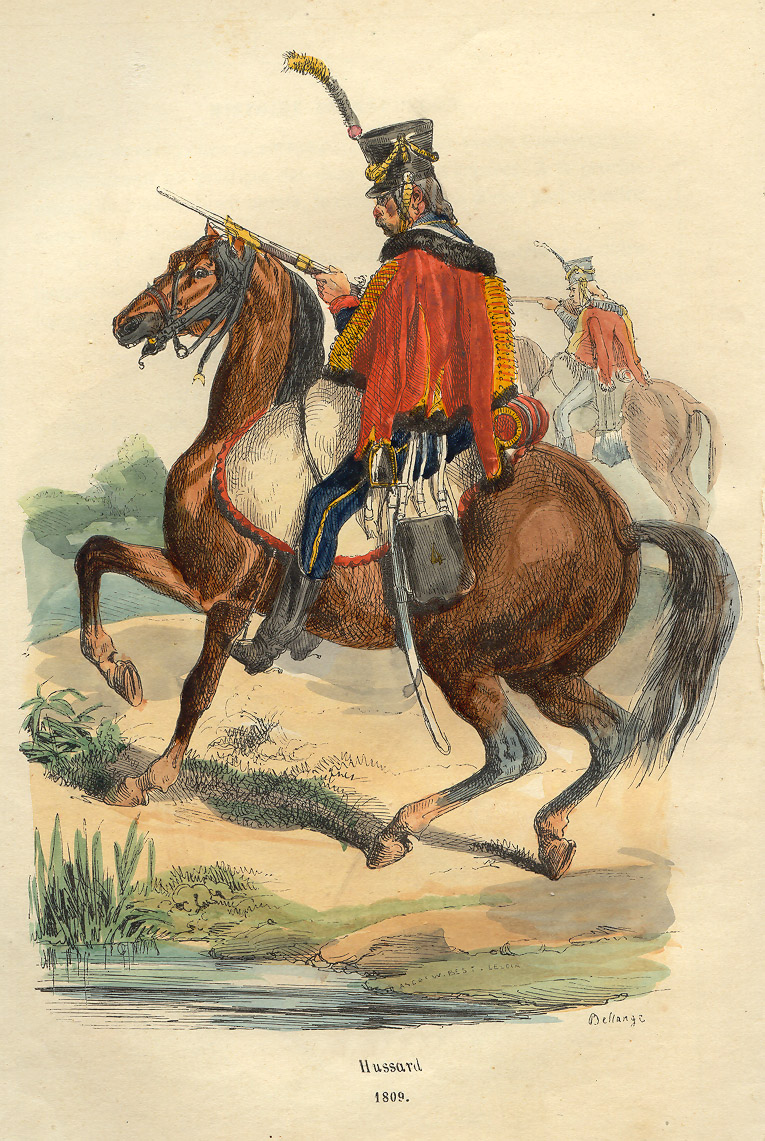
Hussard du 4e régiment de la Grande Armée en 1809 d'après Hippolyte Bellangé, illustration du livre de P.-M. Laurent de L’Ardeche Histoire de Napoléon, 1843

Les 6 régiments de hussards de 1789 deviennent 14 sous la Révolution et sont réduits à 10 en 1803. Deux régiments supplémentaires sont créés en 1810 avec les hussards hollandais et le doublement du 9e en Espagne.

### Révolution et Consulat
Par ordonnance du 17 mars 1788 les régiments de hussards sont composés de quatre escadrons, chacun  de deux compagnies qui sont sous le commandement et l'autorité d'un chef d'escadrons.
La compagnie est la même en officiers et sous-officiers que celle des régiments de cavalerie, à la seule différence qu'elle est à soixante-sept dans les régiments de hussards, et celle de cavalerie n'est que de soixante-cinq, ce qui porte le régiment sur pied de paix à 699, tout compris, dont 653 montés.
Les compagnies de cavalerie augmentée seulement de treize hommes sur le pied de guerre, le seront de vingt-cinq dans les régiments de hussards, ce qui portera la force à 899 dont 853 montés.
En 1791, les régiments sont numérotés dans l'ordre d'ancienneté de création :
- 1er Hussards, ci-devant de Bercheny
- 2e Hussards, ci-devant Chamborant
- 3e Hussards, ci-devant Esterhazy
- 4e Hussards, ci-devant Saxe (depuis 1789, Conflans de 1776 à 1789)
- 5e Hussards, ci-devant Colonel-Général
- 6e Hussards, ci-devant Lauzun

Le 12 juin 1792, l’escadron des Hussards de la Mort est créé par l'Assemblée nationale et est constitué de près de 200 volontaires parisiens. 
Le 2 septembre 1792 voit la création d’un autre corps franc de hussard, dit Hussards défenseurs de la Liberté et de l'Égalité (ou Légion de Boyer), constitué d’un escadron de 200 hommes, par le citoyen Boyer, unité qui sera rattachée le 23 novembre 1792 au  7e régiment de hussards.
Le 4 juin 1793, le 4e Hussards (ex-régiment de Saxe Houzards) émigra dans sa presque totalité. Il ne fut pas recomplété mais supprimé de l'ordre de bataille et les régiments furent renumérotés à partir du numéro 5 (Colonel-Général) qui prit le numéro 4 et ainsi de suite. Après la trahison du 4e régiment de hussards, le 6e régiment de hussards devient donc 5e régiment de hussards qui garde l'uniforme, les traditions et l'ensemble des personnels du 6e hussards. C’est donc le 5e régiment de hussards qui est héritier.

### Premier Empire

Hussards dans la peinture
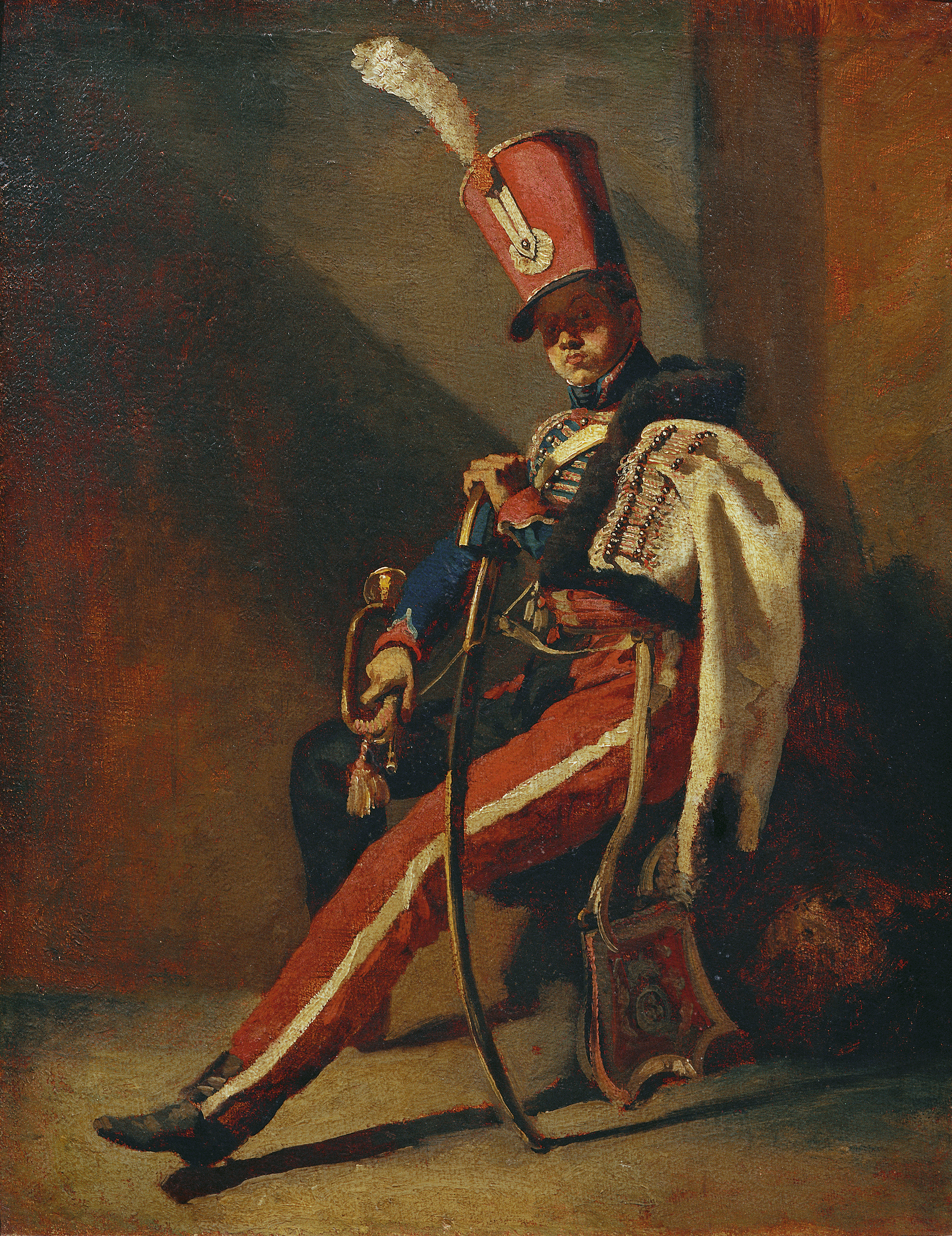
Le Trompette des Hussards d'Orléans Théodore Géricault, 1813-1814 Palais du Belvédère (Vienne)
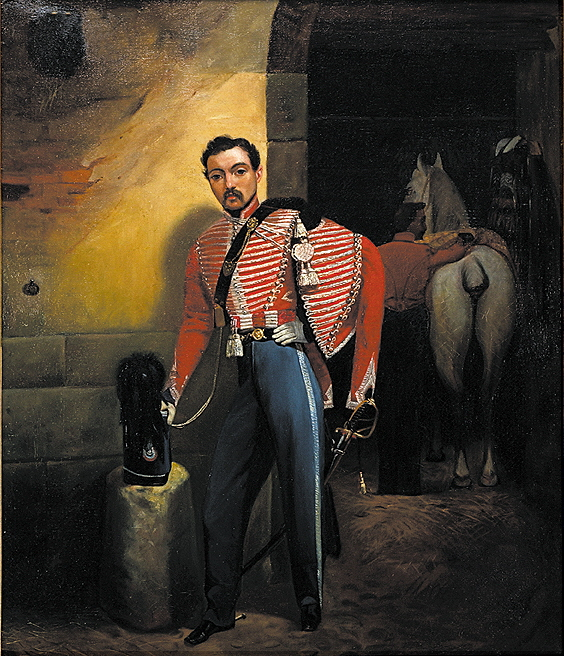
Lieutenant du 1er régiment de hussards - qui deviendra le 1er régiment de hussards parachutistes - vers 1946

## De la Troisième république à l'époque contemporaine

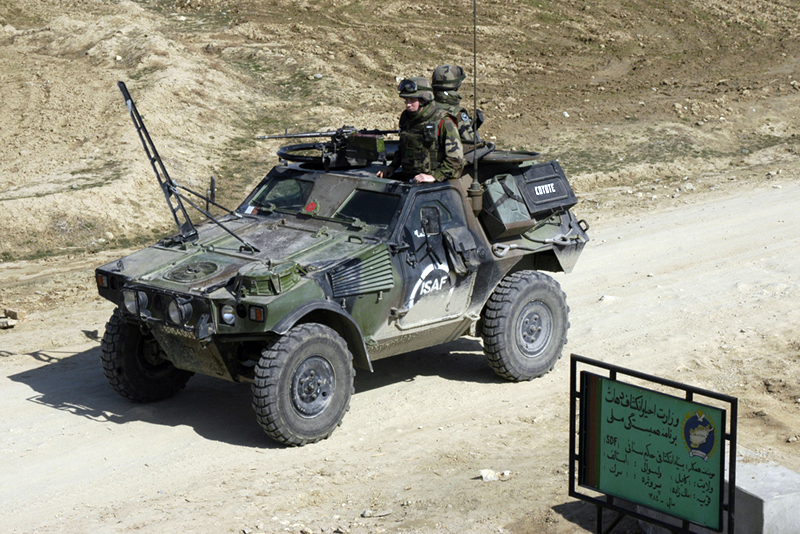
VBL du 1RHP en Afghanistan

« Tout hussard qui n’est pas mort à trente ans est un jean-foutre, et je m’arrange pour ne pas dépasser ce terme »

— Antoine Charles Louis de Lasalle (surnommé le « général hussard », il mourut après trente ans, à 34 ans)

### Régiments de hussards français, en activité au 31 décembre 2021
- 1er régiment de hussards parachutistes de Tarbes
- 2e régiment de hussards de Haguenau
- 3e régiment de hussards de Metz

### Régiments dissous
- 4e régiment de hussards, devenu groupement de soutien de la base de défense de Metz
- 5e régiment de hussards
- 6e régiment de hussards
- 7e régiment de hussards
- 8e régiment de hussards, drapeau confié au centre du renseignement terre de Strasbourg
- 9e régiment de hussards
- 10e régiment de hussards
- 11e régiment de hussards
- 12e régiment de hussards
- 13e régiment de hussards
- 14e régiment de hussards
- 15e régiment de hussards
- 16e régiment de hussards[3],[4]
- 17e régiment de hussards[5],[6]

## Les hussards dans la culture française
- L’expression « à la hussarde » signifie aujourd’hui : « avec brutalité et précipitation ; sans raffinements ni délicatesses »[7]. Il s’agit probablement d’une référence aux charges, ou attaques des hussards. Dans le domaine militaire, l’on retrouve cette expression dans une lettre de Frédéric II de Prusse datée de 1756, décrivant sa tactique prudente pendant la bataille de Lobositz contre l’Autriche « …il faut bien se garder de les attaquer à la housarde. »[8]. Cette phrase a été utilisée dans un contexte civil au moins depuis 1815, année pendant laquelle Paul-Louis Courier, dans une lettre de adressée à sa femme, écrivait : « Le curé ayant appris que j'avais une femme jeune et jolie fit là-dessus des commentaires à la housarde qui réjouirent fort la compagnie… »[9]. Ce n’est qu'en 1866 qu’un dictionnaire de langue française, Le Littré, mentionne cette locution, possédant le sens énoncé ci-dessus : « à la hussarde , à la housarde, à la façon des hussards, sans retenue »[10].

- L'expression de « hussards noirs de la République » fut employée pour désigner les instituteurs sous la Troisième République

## Memorabilia
- Le Musée Massey à  Tarbes dans le jardin Massey :

La collection « historique des hussards », qui a acquis une réputation internationale, rassemble plus de 15 000 objets évoquant 400 ans d’histoire, du XVIe  au XXe siècle, dans trente pays différents. Elle a été constituée à partir de 1955 par Marcel Boulin, alors conservateur du musée, pour lier l'élevage du cheval anglo-arabe à la présence des régiments de hussards en garnison à Tarbes. La présentation au public, dans le musée rénové, suivra un déroulement chronologique de l'épopée des hussards de 1545 à 1945. Le parcours muséographique, faisant appel aux nouvelles technologies multimédia, permettra de découvrir deux cents mannequins et bustes, six cents armes et une centaine de peintures d'artistes tels que Horace Vernet, Ernest Meissonnier ou Édouard Detaille

### Études historiques
- L. Fallou, Nos hussards 1692-1902, Lavauzelle, 2008, 352p,  (ISBN 978-2-7025-1019-3)
- André Jouineau et Jean-Marie Mongin, Les Hussards français : Tome 1, De l'Ancien Régime au Consulat, Histoire & Collections, 2004, 82p,  (ISBN 978-2-915239-02-7)
- Gérard Massoni, Histoire d'un régiment de cavalerie légère : Le 5e Hussards de 1783 à 1815, Archives & culture, 2007,  (ISBN 978-2911665905)
- Abbé Staub, Histoire des régiments de hussards, Lavauzelle, 2008, 344p,  (ISBN 978-2-7025-0991-3)
- Radoslaw Sikora, hussards, la terreur de l'Est, dans Art de la Guerre, n° 9, août-septembre 2003, p. 66-75.
- Yves Barjaud, Les Hussards : Trois siècles de cavalerie légère en France, Lausanne, Favre, 1988, 307 p. (ISBN 2-8289-0333-8, lire en ligne)
- Louis Susane, Histoire de la Cavalerie Française (ISBN 978-2-8289-0333-6 et 2-8289-0333-8)
- Édouard Desbrière et Maurice Sautai, La Cavalerie de 1740 à 1789, Berger-Levrault & Cie (1re éd. 1906), 131 p.
- Liliane & Fred Funcken : L'Uniforme et les Armes des soldats de la guerre en dentelle (XVIIIe siècle), Tome 2 1700-1800 France,Grande-Bretagne et Prusse :cavalerie et artillerie - Autres pays : infanterie, cavalerie, artillerie, Casterman 1976  (ISBN 2203143169)

Articles
- Raymond Boisseau, « La levée de Bercheny-Hussards », Revue historique des armées, Paris, S.H.D., no 255 « Les étrangers dans l'Armée française »,‎ 2009, p. 15-21 (ISSN 1965-0779, lire en ligne)

### Œuvres romanesques
- Le roman d'Arturo Pérez-Reverte : Le Hussard
- Le roman de Jean Giono : Le Hussard sur le toit
- Le roman de Roger Nimier : Le Hussard bleu

## Filmographie
- 1977: Les Duellistes, film de Ridley Scott, avec Harvey Keitel, Keith Carradine et Albert Finney
- 1995: Le Hussard sur le toit, film de Jean-Paul Rappeneau, avec Juliette Binoche, Olivier Martinez et Pierre Arditi
- 2008: Demain dès l'aube..., film de Denis Dercourt, avec Vincent Pérez et Jérémie Renier